# Ytmontering

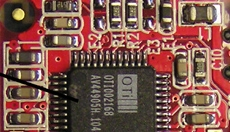
Insidan av ett USB-minne.

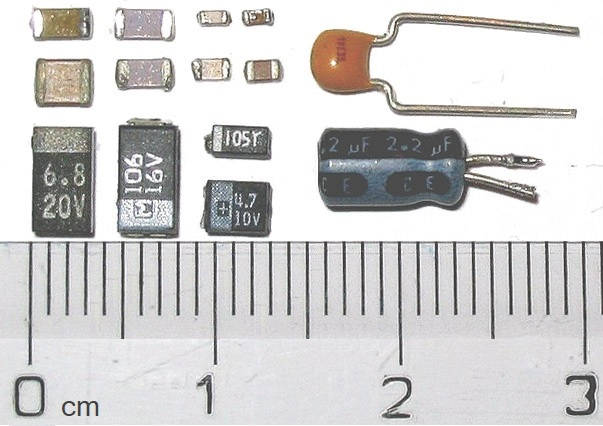
Kondensatorer för ytmontering (t v) och för hålmontering (t h).

Ytmontering (engelska: surface mount) inom elektronikproduktion innebär att komponenterna placeras på mönsterkortets yta i stället för att fästas i hål på mönsterkortet.

## Historia
Det dominerande byggsättet för elektronik från 60-talet och fram till cirka 1990 var hålmontering (eng. Thru Hole Mount). Hålmontering innebär att de elektriska komponenterna har ben som placeras i genomgående hål på mönsterkortet. Efter montering fylls hålen med smält lödtenn och på så sätt fixeras komponenterna, se våglödning.
Hålmontering har flera begränsningar med avseende på miniatyrisering där en är att fästpunkterna för alla komponenter, hålen, går tvärs igenom alla lager av ledningsmönster. Gränsen för hur litet ett kretskort kan bli är oftare den plats som krävs för ledningsbanor än platsen för komponenterna i sig. Packningstätheten vid hålmontering begränsas också av att hålen måste ha en viss storlek eftersom komponenternas ben inte kan vara hur tunna som helst.
Vid ytmontering har mönsterkortet kopparöar (s.k. lödpaddar) placerade i ett mönster som passar komponentbenen. För att dessa kopparöar inte ska oxidera och orsaka dåliga lödningar så är de skyddade med något slags oxidskydd, såsom Tenn, Nickel/Guld eller OSP (organiskt oxidskydd, Organic Solderability Preservative). Innan komponenten monteras appliceras lödpasta på lödpaddarna. Lödpastan, som består av flussmedium (innehållandes flussmedel, lösningsmedel och konsistensgivare) och små lödkulor (lodpartiklar), är kletig nog att hålla komponenten på plats efter montering och före lödning. Kortet går sedan igenom en omsmältningsprocess där kortet hettas upp och svalnar igen så att lödtennet i pastan smälter och fäster komponenten mot kortet.
Ytmontering har sedan slutet på 1980-talet varit det helt dominerande byggsättet för elektronik, även om hålmontering fortfarande förekommer, ibland även parallellt på samma kort.

## Nackdelar
En nackdel är att reparationer och efterkomplettering är svårare, särskilt gäller det kretsar med Ball Grid Array (BGA) kapsling och andra stora komponenter som moduler och kontakter då det krävs att delar av kretskortet behöver värmas upp för att man ska kunna utföra arbetet. Mindre chipkomponenter såsom resistorer och kondensatorer kan normalt lödas utan större problem även om komponenterna kan vara så små som 1 x 0,5 mm.
En annan nackdel är att den mekaniska hållfastheten är sämre med ytmontering. Detta kan spela roll för kontaktdon som kan utsättas för påfrestningar och i viss mån för tyngre komponenter såsom drosslar. Av detta skäl kan hålmontering förekomma parallellt med ytmontering på samma kort.